# Márcio Borges (futebolista)
Márcio dos Santos Borges (Rio de Janeiro, 20 de janeiro de 1973) é um ex-futebolista brasileiro que atuava como zagueiro..

## Carreira
Revelado pelo Botafogo em 1993, Márcio Borges atuou pelo "clube da Estrela Solitária" até 1997, levando apenas dois títulos (Campeonato Brasileiro de 1995 e Campeonato Carioca de 1997). Ainda em 1997, mudou-se para a Suíça para jogar no Yverdon Sports.
Saiu do Yverdon no ano seguinte para defender o Waldhof Mannheim, iniciando uma trajetória de dez anos no futebol alemão, vivendo seu melhor momento no Arminia Bielefeld, tendo feito parte das campanhas de acesso do clube para a Bundesliga (2001-02 e 2003-04), sempre terminando em segundo lugar.
Márcio, que já estava sem contrato com o Bielefeld desde setembro de 2007, decidiu voltar ao Brasil para encontrar algum clube para pendurar as chuteiras. Sem êxito, antecipou sua aposentadoria em 2008.

## Títulos
Botafogo
- Campeonato Brasileiro de 1995
- Campeonato Carioca de 1997